# Don Williams (pokerspeler)
Don Williams (2 mei 1942 – 10 april 2013) was een Amerikaans professioneel pokerspeler. Hij won onder meer het $1.000 Seven-Card Stud-toernooi van zowel de World Series of Poker 1982 als de World Series of Poker 1985 en het $1.000 Razz-toernooi van de World Series of Poker 1988. Daarnaast eindigde hij tweede in World Series of Poker (WSOP)-toernooien in 1987 (twee keer), 1988, 1991 en 1993.
Williams verdiende meer dan $1.750.000,- in pokertoernooien (cashgames niet meegerekend).

## Wapenfeiten
Williams kwam in 1982 vanuit het niets toen hij zijn eerste WSOP-titel won. Zijn tweede geldprijs in de WSOP betekende drie jaar later opnieuw toernooiwinst, van exact hetzelfde evenement. Het bleken de eerste stappen in een reeks die op de World Series of Poker 1995 leidde naar zijn 24e WSOP-geldprijs. Williams schaarde zich met overwinningen in 1982, 1985 en 1988 onder een select aantal spelers met meerdere WSOP-titels achter hun naam. Hij stond meer dan eens op het punt dat aantal nog verder te vergroten. Zo werd hij tweede in:
- het $1.000 Limit Ace to Five Draw-toernooi van de World Series of Poker 1987 (achter Bob Addison)
- het $5.000 Seven-Card Stud-toernooi van de World Series of Poker 1987 (achter Artie Cobb)
- het $1.000 Omaha Limit-toernooi van de World Series of Poker 1988 (achter David Helms)
- het $2.500 Seven-Card Stud-toernooi van de World Series of Poker 1991 (achter Rodney Pardey)

en
- het $5.000 Limit Hold'em-toernooi van de World Series of Poker 1993 (achter Phil Hellmuth)

Ook eindigde hij een keer als derde, als vierde (in het Main Event van '91) en meerdere keren als vijfde in een WSOP-toernooi.

## Titels
Williams won daarnaast meer dan tien toernooien die niet tot de WSOP behoren, zoals:
- het $1.000 Limit Hold'em-toernooi van Stairway to the Stars 1983 in Las Vegas ($38.500,-)
- het $500 Limit Seven Card Stud-toernooi van Amarillo Slim's Superbowl Of Poker 1983 in Las Vegas ($23.400,-)
- het $500 Limit Hold'em-toernooi van Stairway to the Stars 1985 in Las Vegas ($56.250,-)
- het $500 Limit Hold'em-toernooi van Stairway to the Stars 1986 in Las Vegas ($52.055,-)
- het $1.500 No Limit A-5 Draw-toernooi van de Triple Crown of Poker Classic 1986 in Las Vegas ($9.900.-)
- het 7 Card Stud-toernooi van Amarillo Slim's Superbowl Of Poker 1986 in Las Vegas ($14.400,-)
- het $300 Limit Seven Card Stud-toernooi van de America's Cup Of Poker 1987 in Las Vegas ($17.937,-)
- het $1.500 Limit Seven Card Stud-toernooi van de Grand Prix of Poker 1987 in Las Vegas ($108.000,-)
- het $300 7 Card Stud-toernooi van de 5th Annual Diamond Jim Brady 1989 in Los Angeles ($61.000,-)
- het $1.000 Pot Limit Hold'em van de 5th Annual Diamond Jim Brady 1989 in Los Angeles ($81.000,-)
- het $1.500 1/2 Lowball, 1/2 Hold'em-toernooi van de 5th Annual Diamond Jim Brady 1989 in Los Angeles ($87.800,-)

## WSOP-titels
| Jaar                       | Toernooi               | Prijs     |
| -------------------------- | ---------------------- | --------- |
| World Series of Poker 1982 | $1.000 Seven-Card Stud | $56.000,- |
| World Series of Poker 1985 | $1.000 Seven-Card Stud | $85.500,- |
| World Series of Poker 1988 | $1.000 Razz            | $76.800,- |